# San Jerónimo Bonchete
San Jerónimo Bonchete är en ort i kommunen San Felipe del Progreso i delstaten Mexiko i Mexiko. Samhället hade 3 366 invånare vid folkräkningen 2020.